# ديفيد دونوهو
ديفيد ليه دونوهو (بالإنجليزية: David Leigh Donoho)‏ (ولد في 5 مارس 1957) هو بروفيسور في الإحصاء بجامعة ستانفورد، وهو أيضًا أستاذ في العلوم الإنسانية. يتضمن عمله تطوير طرق فعالة لبناء تمثيل منخفض الأبعاد لمشاكل البيانات عالية الأبعاد (التحليل الهندسي متعدد المراكز)، تطورات الموجات لتقليل الضوضاء واستشعار مضغوط، وفي عام 2013 حصل على جائزة شو. 